# Rêve blanc, âmes noires
Rêve blanc, âmes noires est un recueil de poèmes écrit par Ma Desheng en 2003.

## Résumé
Le poète ayant une histoire personnelle difficile (tétraplégie), ce recueil parle de ses incompréhensions face au monde, de ses doutes ou de ses angoisses.